# Gatefold
Gatefold ("gate": puerta en inglés y "fold": plegar) se refiere a un tipo de empaque en los álbumes musicales (por lo general en formato de disco de vinilo), que a diferencia de las ediciones habituales que consisten en un sobre con dos caras (tapa y contratapa), este formato es desplegable como si fuera un libro, lo que brinda dos caras internas extra que brindan mayor espacio para incluir más información, como las letras de las canciones, créditos u otra cosa, como fotografías, lo que permite una presentación con más detalles de la obra. Es un formato bastante habitual en los álbumes dobles, como también en los álbumes simples -una sola unidad- de música clásica, ya que permite incluir mayor información sobre las obras.